# Hadashville
Hadashville é uma pequena comunidade no leste do estado de Manitoba, Canadá. Está localizada aproximadamente a 100 quilômetros ao leste de Winnipeg pela rodovia 11 e a 3600 quilômetros ao norte da rodovia Trans-Canadá. Hadashville está precisamente localizada no Whitemouth, uma bacia provincial ao norte de Sandilands, cercada por florestas boreais. Este local é bem próximo do escudo canadense, e ao norte da fronteira com os Estados Unidos. 
Acredita-se que os primeiros assentamentos que ocorreram em Hadashville, tenha acontecido por de 1904. Naquela época os colonos receberam suprimentos, através da estação ferroviária, próxima de Whitemouth. A cidade de Hadashaville foi batizada por Charle Hadash, que se mudou para a área, após saber que uma ferrovia estava sendo construída até o Distrito de Shoal Lake. Hadash estabeleceu o primeiro posto do correio, bem como uma loja, quartos, piscina e um salão de danças. 